# Інспектор карного розшуку
«Інспектор карного розшуку» (рос. «Инспектор уголовного розыска») — український радянський художній фільм 1971 року, детектив режисерки Суламіфі Цибульник за сценарієм Михайла Маклярського та Кирила Рапопорта. Чорно-білий фільм знято кіностудією ім. О. Довженка.

## Сюжет
Слідчий майор Головко (Юрій Соломін) веде справу за фактом пограбування ощадкаси. Під час пограбування було вбито співробітника міліції.

## В ролях
- Юрій Соломін — Сергій Іванович Головко, майор миліції
- Євгенія Ветлова — Зоя Ткачук, модель
- Микола Лебедєв — Микола Дмитрович, комісар міліції
- Борис Зайденберг — Євген Ігнатович Миронов, слідчий прокуратури
- Олександр Голобородько — Єлизар Борейко, капітан міліції
- Віктор Мірошниченко — Білоус, капітан мілиції (озвучує Павло Морозенко)
- Станіслав Бородокін — Сева Гриневич
- Олександр Мовчан — «Інтелігент», злодій-рецидивіст
- Володимир Заманський — «Кріт», злодій-рецидивіст
- Лев Барашков — співробітник карного розшуку
- Герман Качин — Костянтин Шевцов
- Лесь Сердюк — Олексій Михайлович Шарун, рецидивіст на прізвисько «Циган»
- Михайло Водяной — фальшивомонетник Сосін
- Володимир Анісько — Володимир Архипов, художник
- Микола Дупак — полковник Трофименко
- Юрій Саричев — Петро, оперативник
- Лев Перфилов — Анатолій Юрійович Мальцев, жіночий перукар
- Ганна Миколаєва — Лора
- Нонна Копержинська — Каштанова, сусідка Огородникових
- Дмитро Франько — сусід Зої
- Катерина Крупенникова — Кіра Василівна, експертка-криміналістка
- Софія Карамаш — завідувачка ощадкаси
- Зоя Недбай — Ніна Петрівна, працівниця ощадкаси
- Алла Усенко — Нонна Чернишова
- Маргарита Криницина — Катерина Федорівна
- Неоніла Гнеповська — Лорочка, адміністраторка готелю
- Вітольд Янпавліс — медексперт
- Андрій Подубинський — оперативник
- В епізодах: Г. Гіляровська, В. Марченко, А. Левченков, В. Дудник, С. Іванченко, Б. Марін.

## Творча група
- Автори сценарію: Михайло Маклярський, Кирило Рапопорт
- Режисерка-постановниця: Суламіф Цибульник
- Оператор-постановник: Михайло Чорний
- Художник-постановник: Володимир Агранов
- Композитор: Веніамін Баснер
- Текст пісні Михайла Матусовського
- Виконавець пісні: Юрій Гуляєв
- Звукооператор: Ю. Горецький
- Режисер: Віктор Конарський
- Оператор: А. Кравченко
- Режисерка монтажу: Нехама Ратманська
- Редактор: Володимир Чорний
- Художник по костюмах: Н. Браун
- Художниця по гриму: Ніна Тихонова
- Декорації: В. Карпенко
- Комбіновані зйомки: оператор — Микола Іллюшин, художники — Г. Лукашов, Н. Біньковський
- Державний симфонічний оркестр УРСР, диригент — Ігор Блажков
- Головний консультант: комісар міліції 3-го рангу, доктор юридичних наук І. І. Карпець
- Директори картини: Леонід Нізгурецький, Андрій Демченко